# Eliott Boulet
Pour les articles homonymes, voir Boulet (homonymie).
Eliott Boulet, né le 7 septembre 2006, est un coureur cycliste français.

## Biographie
Originaire de Mayenne, Eliott Boulet est le fils de l'ancien cycliste amateur Mickaël Boulet. Son frère Enzo a quant à lui été membre de l'équipe CIC U Nantes Atlantique,. Tout comme ses aînés, il pratique le vélo depuis son plus jeune âge. Sa carrière sportive débute au Cyclo-Club Ernéen. Il poursuit ensuite sa progression à l'UC Entrammes Parné Forcé, puis au CC Plancoët.
En 2022, il se fait remarquer dans les rangs cadets en obtenant dix-neuf victoires et une multitude de podiums. Il devient notamment double champion de Bretagne, dans la course en ligne et le contre-la-montre. Grâce à ses bons résultats, il est repéré par l'équipe continentale de Groupama-FDJ, qui lui propose un suivi et un soutien logistique. Il commence aussi à être entraîné par Benoît Vaugrenard,. 
Lors de la saison 2023, il est sacré champion régional et champion de France du contre-la-montre juniors,. Il s'impose également à deux reprises dans des épreuves fédérales. Au niveau international, il se classe deuxième du Keizer der Juniores, cinquième de la Ronde des Vallées et dixième du Trophée Centre Morbihan. Il participe aussi aux championnats d'Europe juniors, qui ont lieu dans la province de Drenthe. Sous les couleurs de l'équipe de France, il décroche la médaille de bronze dans le contre-la-montre en relais.
En 2024, il confirme ses aptitudes en étant l'un des meilleurs juniors français. Toujours performant dans les contre-la-montre, il remporte l'épreuve chronométrée de la Penn Ar Bed-Pays d’Iroise ainsi que plusieurs courses au niveau fédéral. Il finit également deuxième du Trophée Centre Morbihan, troisième du Tour du Bocage et de l'Ernée 53, quatrième de la Nokere Koerse juniors ou encore huitième de la Ronde des Vallées, tout en ayant gagné la première étape. Au mois de juin, l'équipe continentale de Groupama-FDJ annonce son arrivée dans l'effectif pour les deux prochaines saisons.

## Palmarès
- 2021
  -  Champion de Bretagne du contre-la-montre cadets
- 2022
  -  Champion de Bretagne sur route cadets
  -  Champion de Bretagne du contre-la-montre cadets
  - 3e du Chrono des Nations cadets
- 2023
  -  Champion de France du contre-la-montre juniors
  -  Champion de Bretagne du contre-la-montre juniors
  - 1re étape du Grand Prix KBA-Vérandaline (contre-la-montre)
  - 2e étape des Boucles de l'Oise Juniors (contre-la-montre)
  - 2e du Grand Prix Fernand-Durel
  - 2e du Keizer der Juniores
  - 3e du Grand Prix KBA-Vérandaline
  -  Médaillé de bronze du championnat d'Europe du contre-la-montre en relais juniors
- 2024
  - 2e étape de la Penn Ar Bed-Pays d’Iroise (contre-la-montre)
  - Boucles des Portes du Coglais
  - 1re étape du Tour du Couesnon Marche de Bretagne (contre-la-montre)
  - Trophée Sébaco :
    - Classement général
    - 1re étape (contre-la-montre)

  - Signal d'Écouves :
    - Classement général
    - 1re étape (contre-la-montre)

  - 1re étape de la Ronde des Vallées
  - 2e de l'Étoile de Tressignaux
  - 2e du championnat de France du relais mixte juniors
  - 2e du championnat de France du contre-la-montre juniors
  - 2e du Trophée Centre Morbihan
  - 3e du Tour du Bocage et de l'Ernée 53
- 2025
  - 3e étape du Tour de Bretagne[9]